# Вовки-воїни 2
Вовки-воїни 2 (战狼2) — китайський бойовик 2017 року від режисера Ву Цзина, який також знявся у головній ролі. Це сиквел стрічки Вовки-воїни 2015 року. Прем'єра відбулася у Китаї 27 липня 2017.
Ву Цзин підтвердив вихід сиквелу під назвою Вовки-воїни 3 (кит.: 战狼3战狼3).

## Сюжет
Фільм розповідає історію китайського солдата Лен Феня. Він виконує місії спеціального призначення у всьому світі. Наразі Фень опинився в африканській країні та повинен захистити працівників медичної допомоги від місцевих повстанців та небезпечних торговців зброєю.

## Акторський склад

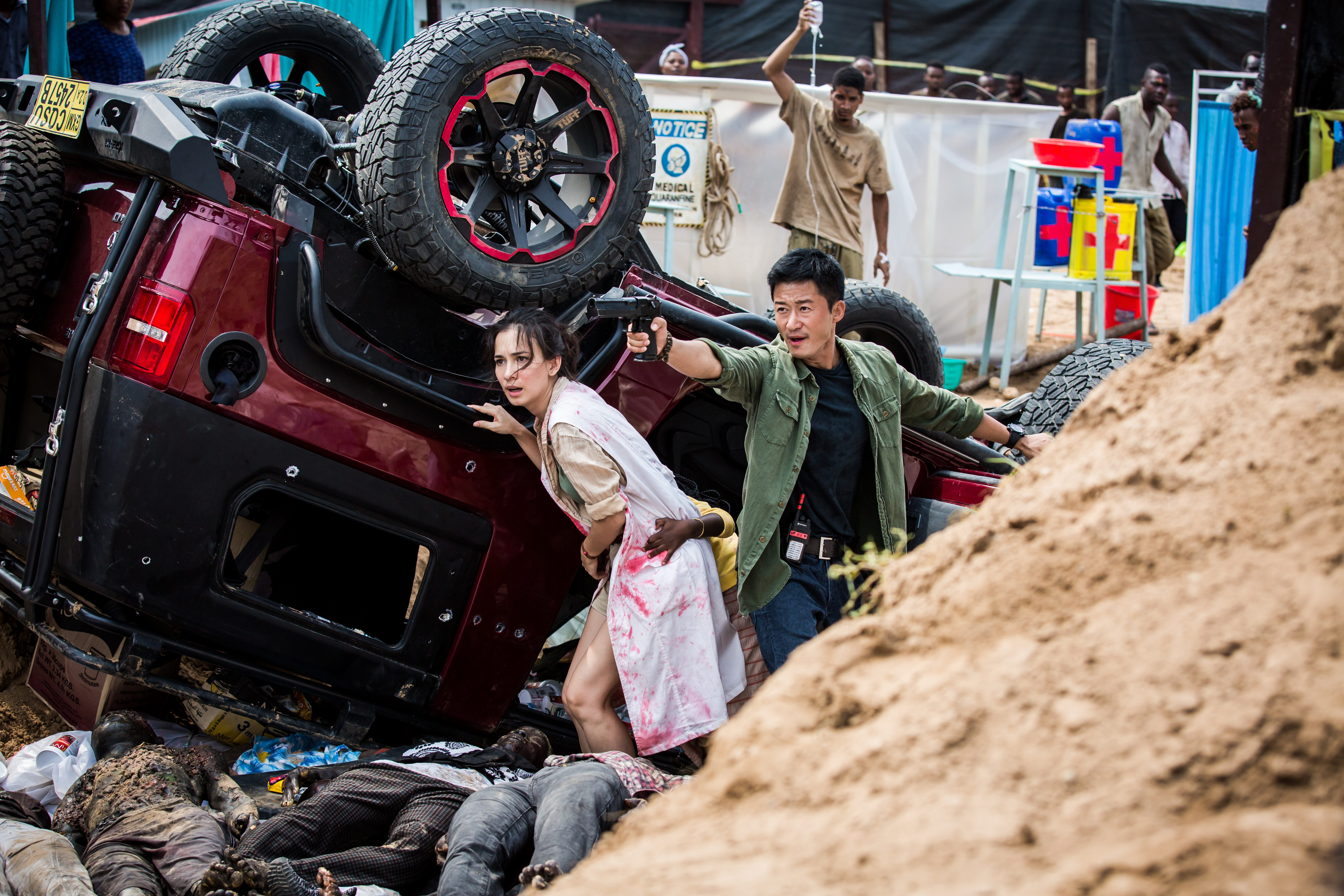
Ву Цзин та Селіна Жаде на знімальному майданчику фільму «Вовки-воїни 2»

| Актор           | Персонаж           | Роль                                                                                           |
| --------------- | ------------------ | ---------------------------------------------------------------------------------------------- |
| Ву Цзин         | Лен Фень           | Колишній китайський солдат спецназу, вільний найманець.                                        |
| Селіна Жаде     | Доктор Рейчер Сміт | Лікар, яка допомагає в Африці.                                                                 |
| Френк Ґрілло    | Великий Татко      | Голова групи найманців під назвою Dylan Corps.                                                 |
| Ганс Чжан       | Чжуо Іфань         | Армійський шанувальник та син нувориша, який володіє фабрикою в Африці.                        |
| Ву Ганг         | Ге Цзяньйо         | Розвідник у відставці, виконує обов'язки керівника служби безпеки китайського заводу в Африці. |
| Дінг Гайфенг    |                    | Капітан у Військово-морські сили Китайської Народної Республіки.                               |
| Shi Zhaoqi      | Shi Qingsong       |                                                                                                |
| Chunyu Shanshan | Lin Zhixiong       |                                                                                                |
| Олег Прудіус    | Ведмідь            | Артилерист важкої техніки та «м'язи» найманців Dylan Corps.                                    |

## Виробництво
Зйомки стрічки проходили у Китаї та Африці з червня до листопада 2016. Сцени в Африці загалом знімалися у Совето та Олександрії. Битва з танком був знята у Zhaochuan Ironworks (坤源集团赵川铁厂), поселенні Zhaochuan, дільниці Xuanhua, у місті Zhangjiakou, провінції Хебей.
Рекламний плакат демонструє Лен Феня, що показує середній палець та гасло: «Той, хто кривдить Китай, хоч би як далеко він не знаходився, повинен бути знищений.»

## Касові збори
Китайський військовий фільм «Вовки-воїни 2» за тиждень прокату, зібрав 987 млн юанів (близько 150 млн дол.), ставши абсолютним лідером прокату у китайських кінотеатрах.

## Прем'єра
Прем'єра стрічки відбулася 27 липня 2017 у MX4D, 4DX, 3D та на China Film Giant Screen. IMAX 2D версія вийшла у прокат 18 серпня 2017.